# USArray
USArray er  ca. 400 transportable seismografer, som er placeret i USA det sidste tiår, anno 2012.
Formålet med seismograferne, er registrering af geologiske observationer, blandt andet ændringer af den amerikanske  sokkel, for fastlæggelse af Nordamerikas geologiske-historie.
USArray er et af tre videnskabelige projekter under forsknings-paraplyen EarthScope, som er etableret af det amerikanske statslige bureau National Science Foundation.
EarthScopes to andre projekter er Plate Boundary Observatory (PBO) og San Andreas Fault Observatory at Depth (SAFOD)

## Ekstern henvisning
- EarthScopes hjemmeside (engelsk)

| Geologi | Spire Denne artikel om geologi er en spire som bør udbygges. Du er velkommen til at hjælpe Wikipedia ved at udvide den. |